# Narrhallamarsch
Der Narrhallamarsch (Originaltitel: „Mainzer Narrhalla-Marsch“) ist eines der bedeutendsten Musikstücke der Mainzer Fastnacht (Meenzer Fassenacht).
Der Name Narrhallamarsch geht auf ein Wortspiel zurück, in welchem die Wörter Narr und Walhalla zu der von Anfang an üblichen „Narrhalla“ als Versammlungsort der Narren zusammengefügt wurden.

## Herkunft und Gebrauch
Die ersten Karnevalsumzüge persiflierten die militärischen Bräuche des preußischen und französischen Militärs – als Sinnbilder der Herrschenden schlechthin. Auch der Narrhallamarsch, der heute in unzähligen Feiern (Kappensitzungen) den Einzug der Narren und Närrinnen begleitet, kam über das Militär in den Karneval. Er geht zurück auf die Oper Le Brasseur de Preston („Der Brauer von Preston“, 1838) des französischen Komponisten Adolphe Adam (1803–1856). Der Oper entliehene Motive wurden im ersten einer Sammlung von sechs „Jocus-Märschen“, dem späteren „Narrhallamarsch“, zusammengefasst, die 1840 beim Mainzer Verlag Appiano erschien. Die Marsch-Arrangements erschienen unter dem Pseudonym „Aerebramarbasiaconis“. Dahinter verbirgt sich vermutlich der Mainzer Musiker Carl Zulehner (1805–1847), der eines der Gründungsmitglieder des ebenfalls 1838 gegründeten Mainzer Carneval-Vereins (MCV) war und 1839 Kapellmeister bei der österreichischen Garnison der Festung Mainz wurde.
1857 wurde der Marsch erstmals als Narhalla-Marsch (vormals 1ter Mainzer Jocus-Marsch) bei Schott verlegt und dabei mit dem Namen Zulehner in Verbindung gebracht. Carl Zulehner war damals allerdings bereits seit 10 Jahren verstorben, so dass die Zuschreibung nicht mit letzter Verlässlichkeit erfolgen kann.

## Legenden
Einer der zahlreichen Legenden um Narrhalla zufolge soll Narrhalla das Reich des ewigen Karnevals, ein Schlaraffenland für Karnevalisten sein. Die männlichen (und nur diese) Bewohner werden Narrhallesen genannt. Hieraus resultiert auch die Begrüßungsformel in zahlreichen Karnevalssitzungen: „Liebe Närrinnen und Narrhallesen“.
Die Mainzer selbst nennen den Narrhallamarsch „Ritzamba“. Nach dem Mainzer Volksmund geht der Name auf einen französischen General namens Riçambeau zurück (Wortverballhornung), der die Fastnacht verbieten wollte. Zu Beginn der Fastnachtszeit sei dann ein Musikcorps vor seine Residenz gezogen, um den Narrhallamarsch zu spielen und auf die Melodie den Text
„Ritzambo, Ritzambo, morsche geht die Fassnacht o.“ bzw.
„Ritzamba, Ritzamba, morsche fängt die Fassnacht a.“
(„Riçambeau, morgen fängt die Fastnacht an.“)
zu singen.
Bis jetzt gibt es für diese Legende allerdings keinerlei wissenschaftliche Belege; noch nicht einmal die Existenz des Generals Riçambeau konnte bewiesen werden. Nach dem aktuellen Stand der Lokalforschung handelt es sich um eine Lautmalerei, um der textlosen Melodie ein Wortgerüst geben zu können – so auch schon vor über 50 Jahren in der Erstauflage des „Mainzer Wörterbuchs“ beschrieben. Der weitere Text („oh was habbe die Meenzer Meedscher scheene (scheppe) Boo“) bestätigt das.
In der Vorderpfalz heißt es, der legendäre französische General habe „Rosambeau“ geheißen, und man verballhornt seinen Namen sehr viel bösartiger zu „Rotz am Bo“ (Rotz am Bein), daher singt man hier
„Rotz am Bo, Rotz am Bo, morsche fangt die Fassnacht o.“

## Sonstiges
Überall, wo „Meenzer Fassenacht“ gefeiert wird, begleitet der Narrhallamarsch auch den Einmarsch von Büttenrednern. In seiner Funktion als Begleitmusik von Auftritten und Abgängen der Büttenredner wird der Narrhallamarsch häufig abgerissen.
Unter den „111 größten Fastnachtshits“, die das SWR Fernsehen zusammen mit SWR4 in der Fastnachtssaison 2009 zur Auswahl stellte, landete der Titel auf Platz 27.
Eine fastnachtsfremde Verwendung findet der Narrhallamarsch bei den Heimspielen des 1. FSV Mainz 05, der nach jedem Tor der Heimmannschaft die ersten Takte des Marsches als Tusch erklingen lässt.
Der Narhallamarsch ist nicht mit dem „Marsch nach Motiven der Oper ‚Der Brauer von Preston‘“ (AM II 113) zu verwechseln, jedoch verwenden beide Märsche im Trio dasselbe Motiv.

## Notenausgaben
- Carl Zulehner, Mainzer Narhalla-Marsch, Klaviernoten, Mainz, Schott Music, ISMN 979-0-001-11027-3